# 卢基乌斯·塔奎尼乌斯·苏培布斯
卢基乌斯·塔奎尼乌斯·苏培布斯（Lucius Tarquinius Superbus；？—前496年），罗马王政时代第七任君主，前535年登基，前509年被革命推翻。
苏培布斯是罗马第五代国王卢基乌斯·塔奎尼乌斯·布里斯库斯之子，据传他杀死了前任国王塞尔维乌斯·图利乌斯以登上王位。他在妻子的建议下由伊特鲁里亚移居罗马。关于苏培布斯的现存史料不多，他被描述为暴君和独裁者。他把很多精力用于战争，吞并了不少邻近的拉丁城镇。
公元前509年苏培布斯之子塞克斯圖斯·塔奎尼烏斯，因为强奸科拉提努斯的妻子盧克麗霞，盧克麗霞不甘受辱而自殺，造成事變，最後科拉提努斯與图利乌斯的儿子布魯圖斯發起兵變，苏培布斯被驱逐出罗马。
罗马人民决定不再实行君主制，而是选出两名行政官（后改名为执政官）来治理国家，任期一年。第一任执政官是卢基乌斯·布鲁图和卢基乌斯·塔奎尼乌斯·克拉第努斯，罗马共和国成立。